# 圣体堂 (特伦托)
圣体堂（Chiesa del Santissimo Sacramento）是意大利特伦托的一座罗马天主教教堂。

## 历史
该堂由建筑师洛尼戈设计,于1911年开工，第一次世界大战期间一度停工，到战后的1925年重新开工，1926年祝圣。
1944年5月13日，该堂被炸弹击中受损，沦为粮仓。1948年教堂恢复。

## 建筑
该堂为拉丁十字平面，长51.5米，宽20米，高29米，立面为红色，高20米，中央有一个大的玫瑰窗。